# Daniel Tarczal
Daniel Tarczal (22 marzo 1985) è un calciatore ceco, centrocampista del Příbram.